# 2015年埼玉県知事選挙
2015年埼玉県知事選挙(2015ねんさいたまけんちじせんきょ)は、2015年8月9日に執行された埼玉県知事選挙。

## 選挙データ
- 2015年（平成27年）8月30日任期満了
- 2015年7月23日告示
- 2015年8月9日投開票

## 立候補者
5名、立候補届け出順。
| 候補者名(読みかた)           | 年齢 | 党派                                             | 肩書き                   |
| ---------------------------- | ---- | ------------------------------------------------ | ------------------------ |
| 石川英行(いしかわ・ひでゆき) | 52   | 無所属                                           | 元米菓製造販売会社社長   |
| 上田清司(うえだ・きよし)     | 67   | 無所属(維新の党支持、民主党埼玉県連『友情支援』) | 埼玉県知事               |
| 武田信弘(たけだ・のぶひろ)   | 61   | 無所属                                           | 元埼玉県立高校英語教諭   |
| 柴田泰彦(しばた・やすひこ)   | 62   | 無所属(日本共産党推薦)                           | 埼玉県労働組合連合会議長 |
| 塚田桂祐(つかだ・けいすけ)   | 58   | 無所属(自由民主党埼玉県連推薦)                   | 元総務省消防庁審議官     |

## 立候補者の県政政策関連
- 石川英行…アニメ作品を生かした、映画祭やイベント支援などの実施で、[9]国内外から観光客を呼び込み、[10]雇用増加や景気改善を図り、[4]税収増加分を福祉予算に回す。[10]イジメの原因を学校に周知。[11]
- 上田清司…埼玉NEXTイニシアティブ2025(上田きよし公式ウェブサイト)<PDF形式>
- 武田信弘…2015年埼玉県知事選マニフェスト(武田信弘のブログ) - ウェイバックマシン（2015年7月10日アーカイブ分）
- 柴田泰彦…いまこそ憲法を生かした平和・人権・自治の埼玉へ(柴田が代表の、埼玉民主県政の会公式ホームページ)<PDF形式>
- 塚田桂祐…SAITAMA元気計画プロジェクト6(つかだ桂祐 | Official Website)<PDF形式>

## 立候補表明のタイムライン
(石川英行と武田信弘の立候補表明順は逆の可能性あり)
- 2015年6月17日 - 上田清司が記者会見で出馬を表明[13]
- 2015年6月23日 - 柴田泰彦が記者会見で出馬を表明[7]
- 2015年7月1日 - 塚田桂祐が記者会見で出馬を表明[14]
- 2015年7月9日 - 石川英行が記者会見で出馬を表明[15]
- 2015年7月9日 - 武田信弘が記者会見で出馬を表明[15]

## 開票結果
※当日有権者数：5,856,137人 最終投票率：26.63%（前回比：+1.74pts）
| 候補者名 | 年齢 | 所属党派 | 新旧別 | 得票数    | 得票率 | 推薦・支持                                   |
| -------- | ---- | -------- | ------ | --------- | ------ | -------------------------------------------- |
| 上田清司 | 67   | 無所属   | 現     | 891,822票 | 58.5%  | (支持)維新の党、(『友情支援』)民主党埼玉県連 |
| 塚田桂祐 | 58   | 無所属   | 新     | 322,455票 | 21.1%  | (推薦)自由民主党埼玉県連                     |
| 柴田泰彦 | 62   | 無所属   | 新     | 228,404票 | 15.0%  | (推薦)日本共産党                             |
| 石川英行 | 52   | 無所属   | 新     | 49,884票  | 3.3%   |                                              |
| 武田信弘 | 61   | 無所属   | 新     | 32,364票  | 2.1%   |                                              |

## 参考・脚注
1. ↑  “埼玉県推計人口”. 2015年7月31日閲覧。
2. 1 2 3  “埼玉県知事選挙 市町村別投票結果”. 2015年7月31日閲覧。
3. 1 2 3 4 5  “埼玉県知事選挙 候補者状況速報(確定)”. 2015年8月9日閲覧。
4. 1 2  5候補、真夏の舌戦スタート - 産経新聞、2015年7月24日
5. ↑  ’15埼玉知事選：維新が役員会で現職支持を決定 /埼玉 - 毎日新聞、2015年7月15日
6. ↑  ＜知事選＞民主、上田氏を友情支援 - 埼玉新聞、2015年6月20日
7. 1 2  ＜知事選＞憲法生かす県政を 柴田氏が出馬表明 - 埼玉新聞、2015年6月24日
8. ↑  塚田氏推薦を決める 埼玉知事選で自民県連 - 産経新聞、2015年7月5日
9. ↑  【知事選に問う 生きる×埼玉】(4)暮らす 街「消滅」に危機感 - 産経新聞、2015年8月4日
10. 1 2  埼玉知事選2015 新たに2氏が立候補を表明 - 朝日新聞埼玉版29面、2015年7月10日
11. ↑  埼玉知事選2015 あす投開票 最後の訴えへ - 東京新聞埼玉版20面、2015年8月8日
12. ↑  知事選 現新5氏激戦か - 読売新聞埼玉版33面、2015年7月22日　　　県知事選挙 あす告示 - テレビ埼玉、2015年7月22日(いずれも紹介順が、上田・柴田・塚田・武田・石川。ほか、選挙告示前は、上田・柴田・塚田・石川・武田の順で紹介している記事が多数)
13. ↑  ＜知事選＞上田氏が出馬表明 「期待、実現する道選んだ」 - 埼玉新聞、2015年6月18日
14. ↑  ＜知事選＞元官僚、塚田桂祐氏出馬へ - 埼玉新聞、2015年7月2日
15. 1 2  埼玉知事選に2人出馬表明 - 産経新聞、2015年7月10日
16. ↑  少子高齢化問題など熱弁 立候補予定者が公開討論会 - 東京新聞、2015年7月17日